# Emanuele Pirro
Emanuele Pirro, född 12 januari 1962 i Rom, är en italiensk racerförare.

## Racingkarriär
Pirro debuterade i formel 1 för Benetton säsongen 1989 och ersatte då Johnny Herbert. Hans främsta resultat blev en femteplacering i Australien 1989 och en sjätteplats i Monaco 1991 i en Dallara-Judd.
Efter formel 1-karriären har han bland annat vunnit Le Mans 24-timmars tre gånger. 2004 och 2005 körde han i DTM. 

## F1-karriär
| Säsong | Stall/Tillverkare                  | Poäng | Placering |
| ------ | ---------------------------------- | ----- | --------- |
| 1989   | Benetton-Ford                      | 2     | 24        |
| 1990   | BMS Scuderia Italia (Dallara-Ford) | 0     | –         |
| 1991   | BMS Scuderia Italia (Dallara-Judd) | 1     | 19        |

## Idrottsledare
Sedan 2023 är han programchef för Formel 1-stallet McLarens utbildningsprogram McLaren Driver Development Programme.